# بی‌پروا (ترانه)
«بی‌پروا» (به انگلیسی: Headlong) تک‌آهنگی از کوئین است که در سال ۱۹۹۱ میلادی منتشر شد.